# Александър Самарджиев (Просечен)
 Тази статия е за военния деец от Просечен.  За дееца на Македонските братства от Солун вижте Александър Самарджиев (Солун).  
Александър Димитров Самарджиев е български офицер, полковник.

## Биография
Александър Самарджиев е роден на 15 март 1879 година в драмското село Просечен, тогава в Османската империя, днес в Гърция. Завършва Военното училище в София през 1902 година. Служи в Шести пехотен полк, след което е помощник-началник на Разузнавателната секция при Щаба на армията. В 1907 година завършва Торинската военна академия. Самарджиев е първият български военен аташе в Румъния, назначен на 1 ноември 1913 година. Във времето на Първата световна война изгражда и развива агентурна разузнавателната мрежа в Румъния. За бойни отличия и заслуги във войната е награден с два ордена „За храброст“, IV степен.
От 27 до 30 септември 1923 година заедно с Анри Цолингер и Симеон Радев е делегат на Международния масонски конгрес в Женева.
На 22 юли 1926 година на длъжността първи секретар на българската легация в Рим встъпва о. з. полковник Александър Самарджиев, който към този момент е преподавател във Военното училище. Малко по-късно, със строго поверителна заповед № 187а от 13 октомври 1927 година на министъра на войната, е оформено същинското служебно положение на запасния офицер – Самарджиев е командирован в Рим, за да изпълнява длъжността военен аташе под формата на цивилен дипломат. Тези свои задължения в Рим Самарджиев изпълнява до 1930 година.